# Haquinus Laurentii
Haquinus Laurentii, född 1585 i Örby, Västergötland, död 12 juni 1657 i Od, Västergötland, var en svensk präst, verksam 1616–1657 som kyrkoherde i Ods församling och prost över fem härader i Västergötland. Han är stamfader för släkten Odhelius – barnen antog detta namn – med den adlade släktgrenen Odelstierna.

## Warholms biografi
Haquinus Laurentii biograferas tämligen utförligt av Johan Wilhelm Warholm i Skara stifts herdaminne (1874): Han föddes som tionde och yngste sonen till en kyrkoherde i Örby, blev tidigt faderlös och sändes av sin mor 1600 till Jönköpings skola, 1602 till Nylödöse skola och 1603 till Skara skola. ”Då vid den tiden även hans moder dog, råkade han i stor fattigdom, men satte sitt hopp till Gud och var trägen vid boken. Genom lydnad och flit vann han sina lärares ynnest”, skriver Warholm och fortsätter: ”Den gode och berömlige mannen Andreas, hans faders efterträdare och anförvandt, hade ock om honom en faderlig omvårdnad och gjorde honom mycket godt.”
Haquinus Laurentii studerade i Skara i sju år, reste sedan åter till Nylödöse ”som vid den tiden temligen florerade”, men återvände 1612 till Skara. ”För sin fattigdom måste han lämpa sig efter tiden och födde sig med socknegång.” Han blev 1615 kollega (lärare) vid Skara skola och samma år prästvigd och medtjänare i Ordet vid domkyrkan i Skara. Året därpå, 1616, utnämndes han till kyrkoherde i Od samt blev 1635 prost över Gäsene och Redvägs härader vartill 1652 lades Ås härad och 1656 Vilske och Frökinds härader. Han avled den 12 juni 1657 och ”hade ännu 100 år derefter en vördsam åminnelse”, enligt Warholm som slutligen nämner att Haquinus Laurentii ”var i synnerlig nåd hos K. Gustaf Adolf och drottning Christina, som honom besökte.”
Warholms biografi är påfallande detaljerad och livfull för att röra en präst under första halvan av 1600-talet. Varifrån uppgifterna kommer framgår inte.

## Släkttavlan i Ods kyrka
Den vördsamma åminnelse som Warholm nämner och som fanns ännu hundra år efter Haquinus Laurentiis död torde syfta på den Odelianska släkttavlan, en minnestavla i sten som dotterdottersonen, biskopen i Linköping Andreas Rhyzelius (1677–1761), år 1758 lät sätta upp inne i Ods kyrka. Texten lyder:
| ODELIANSK SLÄCHTE-TAFLA | |
| Hr. HAQUIN. LAUR. StamFader Född i Örby 1585, P. och P. i Odh 1616. Död d. 12 Jun. 1657. Ibland hans barn woro ODELIER Kallade, Doct. ERICUS Prof. i Upsal. M. LAURENT. Lect. i Skar. Hr. STEPHAN. P. i Odh 1659, M. IACOB P.P. i Odh 1664. Död ibid. 1681. Och enda Dottren H. KARIN i Galtholmen RHYZELIERS Modermoder. Tädan Odencrantsar &c. | TOLLA THORESD. StamModer Född i Rångedal. 1590, Gift med Erico M. P. i Dala 1609, Gift hit till Odh 1619. Död ock ther 1651. Födde här 4 Söner, 1 Dott. i Dala 1 Son 4 Dött. THORE Past. i Liung, ELISAB. INGEB. GUNNUR. KIRSTIN. 4 Pastorers Hustrur Och Stammödrar För Monga Slägter, Som nu Knapt Kennas. |
| Lät förnya och bekostade Doct. ANDREAS OL. RHYZELIUS. Biskop i Linkiöping, År 1758. | |

## Rhyzelius biografiska uppgifter
Biskop Rhyzelius är också den första att skriva mer utförligt om Haquinus Laurentii, framför allt i sina självbiografiska anteckningar från mitten av 1700-talet. Värt att notera är att han vet betydligt mindre än Warholm. Exempelvis nämner han ingenting om uppväxten och den fattiga studietiden som Warholm skildrar ingående. Var den kunskapen fanns på Rhyzelius tid är obekant.
Rhyzelius konstaterar bara att Haquinus Laurentii ska ha varit rektor vid katedralskolan i Skara innan han 1616 blev kyrkoherde i Od och senare prost över de delar av Älvsborgs län som blev kvar under Skara stift när Göteborgs superintendentia inrättades 1620, nämligen alla församlingar i Redvägs, Ås, Gäsene, Väne och Kullings härader, vilka senare fördelades på fyra stora prosterier. Vidare framhåller Rhyzelius att Haquinus Laurentii höll sina fyra söner samtidigt som studenter vid akademin i Uppsala, vilket var möjligt tack vare ett ansenligt årligt understöd av prästerskapet i det stora prosteriet. ”Thet är wisst, at han hafwer warit en lärd, anseenlig, mycket myndig och ärad man”, sammanfattar Rhyzelius.
Rhyzelius nämner att Haquinus Laurentiis ”äreminne blev hugget i sten, som lades över graven på kyrkogården vid södra kyrkomuren”. Möjligen var det denna gravsten som Rhyzelius 1758 lät förnya och ersätta med den Odelianska släkttavlan inne i kyrkan. Haquinus Laurentii blev enligt Rhyzelius också avporträtterad med hustru och barn. Målningen var en miniatyr av Jonas Rudberus, senare kyrkoherde i Lidköping, vilken hängdes över dörren till sakristian (den är numera förkommen).

## Familj
Haquinus Laurentii var son till Laurentius Laurentii, kyrkoherde i Örby, Västergötland, och Karin Bengtsdotter, som anges ha varit dotter till Bengt Klockgjutare i Jönköping.
Han var från 1619 gift med Tolla Thoresdotter, född 1590, död 1651, dotter till Thorerus Laurentii, kyrkoherde i Rångedala, Västergötland, och Ingegerd Eriksdotter. Makarna hade fem barn som antog namnet Odhelius:
- Ericus Odhelius (1620–1666), teologi professor i Uppsala,
- Laurentius Odhelius (1622–1655), lektor i Skara,
- Stefanus Odhelius (1623–1662), kyrkoherde i Od,
- Karin Odhelia (1625–1659), gift med Andreas Jonae, komminister i Od,
- Jacobus Odhelius (1627–1681), kyrkoherde i Od.

Tolla Thoresdotter hade från 1609 varit gift med kyrkoherden Ericus Magni i Dala, Västergötland, född 1576, död 1617, och hade fem barn med honom. Också dessa antog namnet Odhelius.
Genom barnen blev Haquinus Laurentii stamfar för flera adelsätter och prästsläkter, bland dem Odelström, Odelstierna, Benzelstierna, Benzelius, Rhyzelius, Winge och Esberg.